# Candi Cangkuang

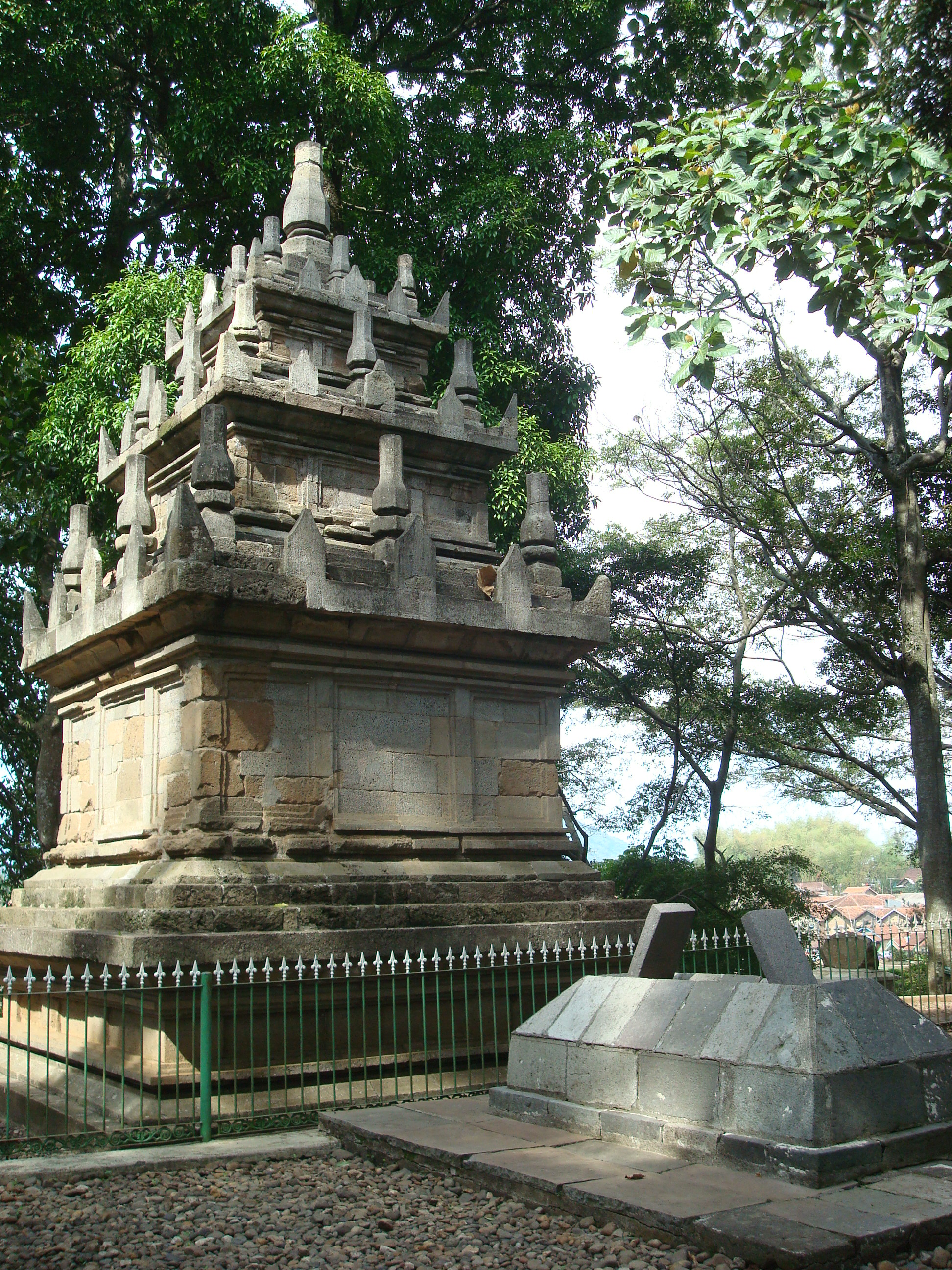
Candi Cangkuang (2011)

Der Candi Cangkuang ist ein hinduistischer Tempel auf einer Insel im See Cangkuang im Regierungsbezirk Garut, Provinz Jawa Barat, Indonesien.
Der etwa 4,5 × 4,5 Meter große und 8,5 Meter hohe Tempel wurde wahrscheinlich im 7. oder 8. Jahrhundert errichtet, wie Vergleiche von Gesteinsproben mit dem am Vulkan Ungaran liegenden Gedong Songo und dem Dieng-Tempelkomplex nahelegen. Die Ruinen von Candi Cangkuang wurden im Jahr 1966 wiederentdeckt, nachdem um die Wende zum 20. Jahrhundert bereits Forscher der damaligen Kolonialmacht Niederlande wie z. B. Rogier Verbeek von diesen Tempelüberresten berichtet hatten. Die indonesischen Kulturbehörden erfassten daraufhin Fragmente des Tempels, die in den umliegenden Ortschaften durch die einheimische Bevölkerung verbaut worden waren, und erstellten anhand von Vergleichen mit noch bestehenden hinduistischen Tempeln in Zentraljava eine Rekonstruktion, deren Bau 1976 abgeschlossen wurde. Unter der Ruine wurde eine beschädigte Statue gefunden, die Shiva mit seinem Reittier Nandi darstellt.